# Église Notre-Dame-Saint-Alban
L'église Notre-Dame-Saint-Alban est une église située dans le 8e arrondissement de Lyon. Une chapelle Saint-Alban a existé dans le même quartier jusqu'en 1971.

## Histoire

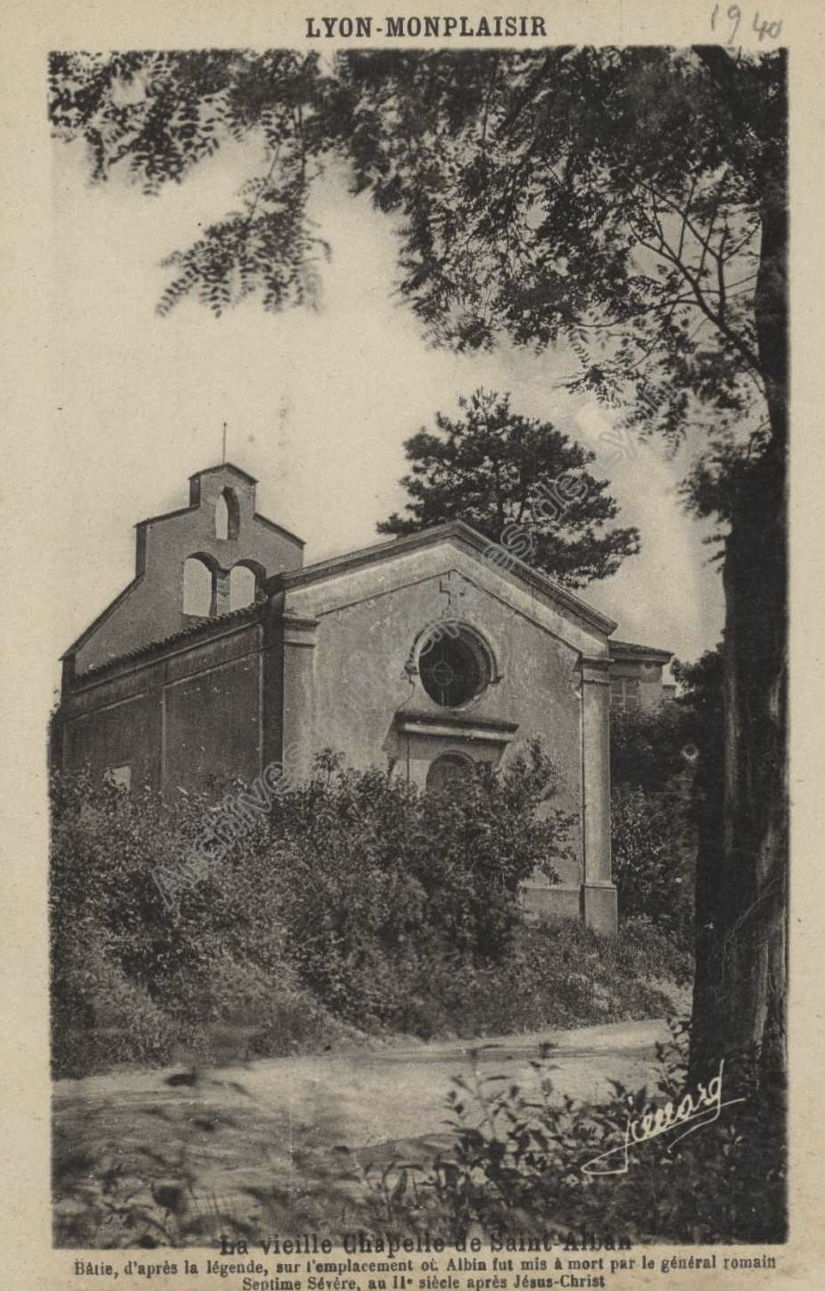
Chapelle détruite en 1971.

Une première église est construite autour du VIe siècle quelque part sur le site de l'actuel hôpital Édouard-Herriot sous le vocable de saint Alban de Verulamium. Elle est connue par une pierre funéraire datant de 534 réemployée dans la façade de la chapelle construite au Moyen Âge. Elle dépendait alors d'une paroisse de Meyzieu qui a disparu au XVIIe siècle. La pierre funéraire appartenait à la sépulture d'un homme de 50 ans.
La chapelle est détruite à l'automne 1971, à l'occasion de la rénovation du quartier, sa situation gênant la circulation. Une légende raconte qu'une cassette d'or était enterrée dessous,.
À partir de la fondation de l'église Saint-Maurice de Monplaisir, en 1843, les paroissiens de la Guillotière et de Monplaisir se rendaient à la chapelle Saint-Alban lors des processions des Rogations.
Au début du XXe siècle, l'abbé Remillieux est à l'origine de l'érection par l'évêque d'une nouvelle paroisse. Il achète un terrain en août 1919 et trois mois plus tard, le vicaire général, Monseigneur Fauchier, bénit la première pierre d'un presbytère. Le cardinal Maurin consacre la nouvelle église de 19 octobre 1924, sous le vocable de la Visitation et du martyr saint Alban. Sa cloche est bénie le dimanche des Rameaux de 1926.

### Vocables
Appartenant à la paroisse de Chaussagne, la chapelle était initialement dédiée à l'évêque Albin de Lyon, avant de se transformer en Alban. L'église placée à l'origine sous le vocable de la Visitation de Notre-Dame passe ensuite à celui le la chapelle Saint-Alban.

## Description
L'église est dessinée sur un rectangle et dispose d'un unique vitrail représentant la Sainte Famille dans l'atelier de Nazareth.